# Cascada (formație)
Cascada este o formație germană de muzică electronică, pop și dance, fondată în 2004. Trupa este formată din Natalie Horler, DJ Manian și Yann Peifer. Ei au devenit cunoscuți datorită hiturilor "Everytime We Touch", "Evacuate The Dancefloor", și "What Hurts the Most". Cascada a avut aproximativ 20 de milioane de albume vândute în toată lumea. Această formație a reprezentat Germania la Concursul Muzical Eurovision 2013 în Malmö, Suedia.

## Carieră Muzicală

### 2004-2005: primii pași
Când Natalie Horler avea 17 ani a lucrat cu mai mulți DJ-s; așa a ajuns să îi întâlnească pe Yann Peifer și pe DJ Manian. La început au scos piese sub numele de Cascade, însă un alt cântăreț avea deja un nume asemănător. Pentru a nu crea confuzie și-au schimbat numele în Cascada. Proiectele lor cu artiști ca Siria și Akira au fost bune, însă nu au adus glorie trupei. Debutul l-au avut cu piesa "Miracle", care a fost rapid urmată de "Bad Boy" în Germania. Aceste piese nu au atras însă o atenție deosebită asupra trupei.

### 2005-2007: „Everytime We Touch”
Pentru că nu au atras atenția publicului, Cascada au lansat un nou hit "Everytime We Touch". Acesta a avut mare succes în Regatul Unit și în Statele Unite. Piesa a fost certificată cu titlul de disc de platină și disc de aur.
Pentru primul album al trupei, au fost relansate un total de opt melodii. În Statele Unite au fost relansate patru piese: "Everytime We Touch", "Mirace", "A Neverending Dream" și "Truly Madly Deeply". Toate cele zece piese au intrat în Top 10 cu excepția melodiei "Truly Madly Deeply", care s-a clasat a 46-a.. La scurt timp după descoperirea piesei "Everytume We Touch", în S.U.A, când acesta ajunsese la coada clasamentelor, a fost lansată și piesa "Miracle". Primul album al formației "Everytime We Touch", a avut un mare succes în topurile de albume americane. La doar 24 de săptămâni de la lansare, albumul se afla pe locul 2. Succesul albumului, a adus trupei două nominalizări la World Music Awards, dintre care a câștigat premiul pentru cea mai buă trupă germană. Albumul a fost vândut în mai mult de 5 milioane de copii.

### 2007-2009:Perfect dayșiWhat Hurts the Most
Natalie Horler a anunțat prima că trupa lucrează pentru un nou album, ceea ce a fost postat și pe blogul ei de MySpace. Albumul conține câteva cântece, cele mai cunoscute fiind: "Sk8er Boi", ""Just Like A Pill", "Because the Night" și "What Hurts the Most".  "What Hurts the Most" a avut parte de un succes, clasându-se în Top 30 în mai multe țări.. După succesul acestei piese a urmat în S.U.A și în Germania "What Do You Wanth For Me?". Piesa "Perfect day", a fost lansată în primul trimestru al anului 2008, S.U.A fiind ultima țară în care a fost lansată.

### 2009–10:Evacuate the Dancefloor
La 29 iunie 2009 a fost lansată în Regatul Unit piesa "Evacuate the Dancefloor". Se aștepta să intre în Top 10 de la început, însă spre surprinderea tuturor piesa a intrat în top direct pe locul unu, devenind astfel cel mai bun act în Australia, Canada, Franța, Germania, Irlanda, și în Noua Zeelandă. Piesa a fost lansată și în S.U.A, la sfârșitul lui septembrie 2009, însă aceasta nu a avut același succes. S-a clasat pe locul 25 la aproximativ 17 săptămâni de difuzare. Piesa a primit și o nominalizare la MTV Video Music Award. Pe 6 iulie s-a lansat albumul cu același nume în Germania și în Regatul Unit. Albumul urmărea schimbarea trupei spre electro-pop. Schimbarea a fost binevenită în Regatul Unit. Vânzarea albumului nu a fost de durată, ieșind repede din topuri. Grupul și-a promovat excesiv albumul în turmee. Au cântat chiar și în deschiderea unui concert al lui Britney Spears.

### 2010–11:Original Me
Ascultând toate criticile despre albumul anterior, trupa a încercat să își schimbe modul în care crea muzică. Un nou single "Pyromania" a fost lansat în 2010 în Marea Britanie. Următorul single a fost lansat cu tot cu un videoclip, și se numea "Night Nurse" (în 2011).
O nouă piesă "Enemy" a fost prezentată într-un documentar în care se prezenta trupa și viitoarele proiecte. La 25 mai 2011 Cascada a filmat două videoclipuri pentru două viitoare piese: "San Francisco" și "Au Revoir". San Francisco a fost lansat pe 6 iunie și a fost inclus în albumul "Original Me". Pe 8 iulie a fost lansată melodia "Au Revoir" în premieră pe Clubland TV în Anglia.
La 1 septembrie 2011 Robbins Entertainment a renunțat la colaborarea sa cu Cascada, care va urma să colaboreze de acum cu casa de discuri Zooland.

### 2012:Summer of Love,The Rhythm of the NightșiIt's Christmas Time
Pe 7 ianuarie 2012, Natalie a făcut parte din juriul de la concursul de talente Deutschland sucht den Superstar. La 2 martie a fost lansată piesa "Summer of Love".
Pe 24 mai 2012 Natalie anunță că urmează sa apară un nou single. La 22 iunie apare piesa "The Rhythm of the Night" în S.U.A și în Germania. Pe 12 noiembrie 2012 Natalie anunță pe facebook, mult așteptatul ei album cu cântece de crăciun.. Pe 30 noiembrie albumul a fost lansat.Acesta conținea 11 piese.

### 2013:Gloriousși Concursul Muzical Eurovision
La data de 17 decembrie 2012, a fost anunțat faptul că formația Cascada va lua parte la selecția națională germană pentru Eurovision 2013. Cascada a interpretat piesa "Glorious". Videoclipul melodiei a fost lansat la 1 februarie 2013, iar piesa a fost lansată pe 8 februarie. Piesa a câștigat finala națională și a reprezentat Germania la Concursul Muzical Eurovision 2013.

## Premii și nominalizări
|      | Show de Premios                  | Premio                                 | Título                  | Resultado    |
| ---- | -------------------------------- | -------------------------------------- | ----------------------- | ------------ |
| 2006 | International Dance Music Awards | Best New Dance Artist Solo             |                         | Câștigat     |
| 2006 | International Dance Music Awards | Best High Energy/Euro Track            | Everytime We Touch      | Nominalizat  |
| 2006 | Napster Awards                   | Most-Played Dance/Electronic Recording | Everytime We Touch      | Câștigat     |
| 2007 | World Music Awards               | World's Best Selling Female Pop Artist |                         | Nominalizat  |
| 2007 | World Music Awards               | Best-Selling German Artist Award       |                         | Câștigat     |
| 2008 | European Border Breakers Awards  | Best European Border Breaker- Germany  | Everytime We Touch      | Câștigat     |
| 2008 | International Dance Music Awards | Best High Energy/ Euro Track           | Truly, Madly, Deeply    | Nominalizat  |
| 2008 | International Dance Music Awards | Best High Energy/ Euro Track           |                         | Nominalizat  |
| 2009 | International Dance Music Awards | Best Dance Artist Solo                 |                         | Nominalizat  |
| 2010 | International Dance Music Awards | Best High Energy/ Euro Track           | Evacuate The Dancefloor | Nominalizat  |
| 2010 | International Dance Music Awards | Best Pop Song                          | Evacuate The Dancefloor | Nominalizat  |
| 2010 | International Dance Music Awards | Best group                             |                         | Câștigător   |
| 2010 | MTV Video Music Awards 2010      | Best Video Dance                       | Evacuate The Dancefloor | Nominalizat  |
| 2010 | Urban Music Awards               | Best pop act                           |                         | Câștigător   |
| 2010 | UK Music Awards                  | Best dance act                         | Evacuate the dancefloor | Câștigător   |
| 2011 | Comet Awards                     | Best female                            |                         | Nominalizată |
| 2011 | International Dance Music Award  | Best commercial dance song             | Pyromania               | Nominalizat  |
| 2011 | You Choice Awards                | Best Female Video                      | Night Nurse             | Nominalizat  |
| 2011 | You Choice Awards                | Best club song                         | Night Nurse             | Nominalizat  |
| 2013 | Unser Star für Malmö             | Reprezentanta Germaniei la Eurovision  | Glorious                | Câștigător   |